# Type 30 (baionetta)
La Type 30 (三十年式銃剣?, sanjūnen-shiki jūken) era una baionetta progettata per l'Esercito imperiale giapponese per essere usata sul fucile Arisaka Type 30 e che successivamente fu impiegata anche in combinazione coi modelli Type 38 e Type 99. Ne furono prodotti circa 8,4 milioni e rimase in uso dalla guerra russo-giapponese fino alla fine della seconda guerra mondiale.

## Descrizione

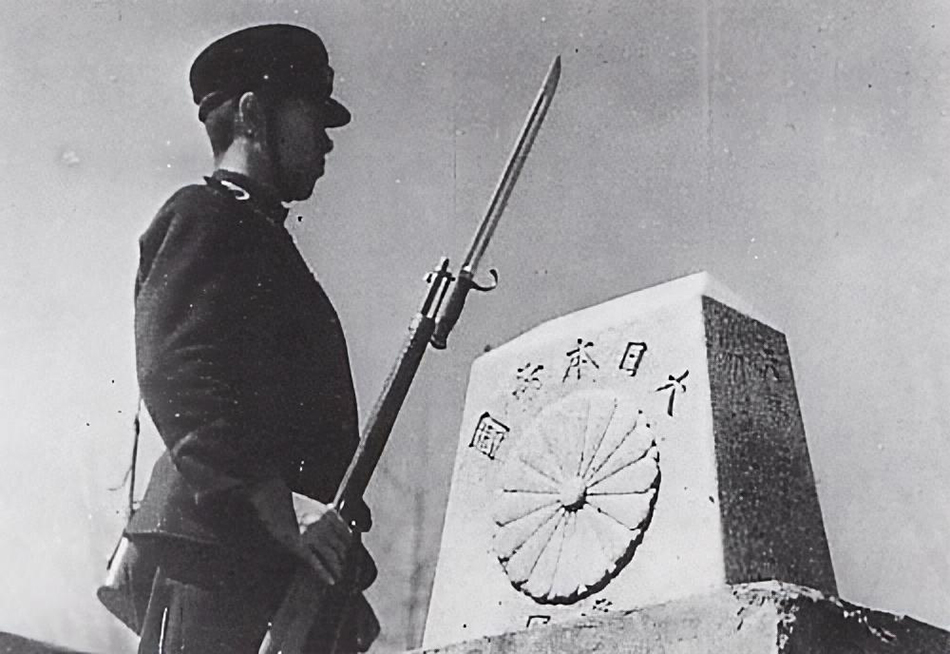
Soldato del 50º Reggimento di sicurezza di confine sull'isola di Sachalin con una baionetta Type 30 innestata

La Type 30 era una sciabola-baionetta ad un solo filo con una lunghezza totale di circa 51,4 centimetri (che poteva variare leggermente a seconda delle versioni) di cui circa 40 erano occupati dalla lama; il peso era di circa 700 grammi. Era conosciuta anche come "baionetta modello 1897". Le prime Type 30 solitamente sfoggiavano una guardia ricurva a forma di gancio che conferiva loro un aspetto caratteristico, ma i modelli successivi avevano una guardia diritta.
Il design era pensato per permettere al soldato giapponese medio di avere una portata sufficiente per perforare l'addome di un uomo a cavallo. Tuttavia l'arma presentava diversi svantaggi, alcuni causati dalla scarsa qualità delle modalità di forgiatura impiegate; ad esempio tendevano ad arrugginire rapidamente, a non mantenere il filo e a spezzarsi facilmente.
L'arma fu prodotta dal 1897 al 1945 in diverse località, tra cui gli arsenali di Kokura, Koishikawa e Nagoya, e anche sotto contratto da parte di produttori privati come Matsushita, Toyoda e altri.